# Wörterbuch der ägyptischen Sprache
Das Wörterbuch der Ägyptischen Sprache (Wb) ist ein von Adolf Erman und Hermann Grapow herausgegebenes umfassendes Wörterbuch des Alt-, Mittel- und Neuägyptischen sowie der hieroglyphischen Inschriften der griechisch-römischen Zeit, das von 1897 bis 1961 hauptsächlich an der damaligen Preußischen Akademie der Wissenschaften in Berlin erstellt wurde, weshalb es auch als „Berliner Wörterbuch“ bezeichnet wird. Mit etwa 16.000 Wörtern und fünf Hauptbänden, zwei Nebenbänden und fünf Belegstellenbänden stellt es das bis heute vollständigste gedruckte Wörterbuch des Ägyptischen dar.

## Geschichte
Das Projekt wurde 1897 von Adolf Erman ins Leben gerufen und von Wilhelm II. mit 120.000 Reichsmark unterstützt. Das Vorhaben wurde von einer von den Akademien in Berlin, Göttingen, Leipzig und München gewählten Kommission geleitet. Um die Wörter und ihre Belegstellen zu erfassen, wurden ab 1898 systematisch die ägyptischen Texte verzettelt. Die noch nicht oder nur mangelhaft veröffentlichten Texte mussten von 1898 bis 1914 in Ägypten und europäischen Museen erfasst und anschließend verzettelt werden. Dabei wurden auch die durch den ersten Assuan-Staudamm bedrohten Inschriften aus Unternubien gerettet. 1906 begannen Adolf Erman und Kurt Sethe mit der Ausarbeitung des Manuskripts. Dabei zeigte sich, dass das vorgesehene Konzept viel zu viele Seiten benötigte, weshalb auf die Angabe der Belegstellen innerhalb der Hauptbände verzichtet werden musste.
Im Ersten Weltkrieg musste die Verzettelung abgebrochen werden, dennoch war die Zahl der Zettel bis 1918 auf 1.374.806 angewachsen. 1921 veröffentlichten Erman und Grapow als Zwischenergebnis der Arbeit ein Aegyptisches Handwörterbuch. 1926 begann dann die Ausarbeitung der fünf Hauptbände, die, finanziert durch John D. Rockefeller II., vom dänischen Ägyptologen Wolja Erichsen autographiert von 1926 bis 1931 beim Leipziger Verlag J. C. Hinrichs erschienen. Danach wurden die Belegstellenbände ausgearbeitet. Ihr erster Band erschien 1935, der zweite 1940, dann wurde die Arbeit durch den Ausbruch des Zweiten Weltkriegs von 1943 bis 1945 ganz unterbrochen. Die restlichen drei Belegstellenbände konnten schließlich 1951 und 1953 vorgelegt werden. 1950 erschien zudem Band VI mit einem deutsch-ägyptischen Wörterverzeichnis (alphabetisch und in Sachgruppen) sowie einem Verzeichnis der semitischen, griechischen und koptischen Wörter in den Hauptbänden; 1961 folgte Band VII mit einem rückläufigen Wörterverzeichnis. Damit war das Werk nach 64 Jahren fertiggestellt.
Da jedoch seit dem Ende der Verzettelung die Zahl der bekannten Texte wesentlich angewachsen ist und selbst die damals bekannten Texte nicht vollständig verwertet werden konnten, wurde eine Neubearbeitung im Laufe der Zeit immer dringender. Sie wurde einerseits in Form des online zugänglichen Thesaurus Linguae Aegyptiae als groß angelegtes Kooperationsprojekt mehrerer Akademien der Wissenschaften vorgelegt, andererseits können die gedruckten Hannig-Lexica, die 1995 bis 2003 in der Reihe Kulturgeschichte der Antiken Welt erschienen, als Neubearbeitung des alten Wörterbuchs angesehen werden.
Korrespondenz mit Adolf Erman, Kurt Sethe und Hermann Grapow mit Bezug zum Wörterbuch befindet sich im Bestand des J. C. Hinrichs Verlags, Leipzig im Sächsischen Staatsarchiv, Staatsarchiv Leipzig.